# ヴァルター・ラインハルト
ヴァルター・ラインハルト（Walther Reinhardt, 1872年3月24日 - 1930年8月8日）は、ドイツの軍人、政治家。プロイセン王国最後の陸軍大臣、ヴァイマル共和国軍の初代陸軍統帥部長（総司令官）を務めた。

## 経歴

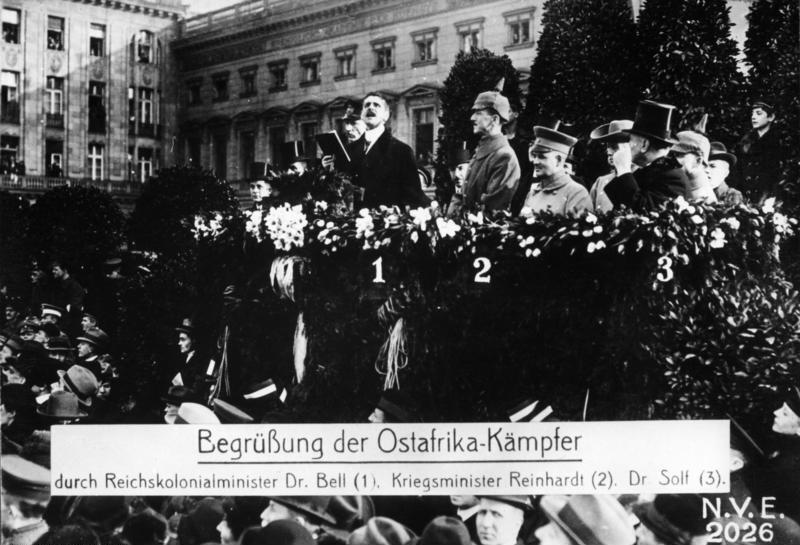
ドイツ領東アフリカからの復員兵を迎えるラインハルト（数字2の人物）ら（1919年3月、ベルリン）

ドイツ帝国・ヴュルテンベルク王国のシュトゥットガルトに生まれる。1891年に入営し「オルガ王妃」第119（第1ヴュルテンベルク）擲弾兵連隊に配属され、翌年少尉に昇進。大尉時代の1904年に参謀本部に転属となる。1912年から1915年まで第XIII（ヴュルテンベルク）軍団の首席作戦参謀を務める。第一次世界大戦中の1915年に少佐に昇進し、同軍団の参謀長に任命された。翌年マケドニア戦線に駐留する第11軍参謀長に転じる。1917年に大佐に昇進し、西部戦線にある第7軍参謀長に就任。
停戦後の1918年、プロイセン軍事省の復員部長に任命される。1919年にはプロイセン王国最後の軍事大臣に就任した。また1919年2月から同年10月まで、ドイツ国の議決参加権のない閣僚でもあった。ヴェルサイユ条約締結やドイツ東部領土の割譲が不可避という情勢を前に、ラインハルトはドイツ東方に独立国を樹立しようと画策した一人であったが、これはのちにドイツ国中に混乱を招くことになり、ヴィルヘルム・グレーナー参謀総長の反対で実現しなかった。
ヴェルサイユ条約締結後、ドイツ軍部は組織改編が行われた。1919年7月4日に最高陸軍司令部（OHL）が廃止され、8月にグスタフ・ノスケが国防相・ヴァイマル共和国軍最高司令官に就任した。9月にプロイセン軍事省が廃止され、それを元に陸軍統帥部が組織され、少将に昇進したラインハルトが就任、陸軍兵務局長（参謀総長の偽装名称）に就任したハンス・フォン・ゼークトと並置されることになった。このためラインハルトとゼークトの間には緊張関係が生まれることになった。ヴュルテンベルク人であるラインハルトは軍部をヴァイマル共和国に忠実なものにしようと務めたが、プロイセン人であるゼークトは共和制に懐疑的であった。軍の有力者でのちにカップ一揆を起こすヴァルター・フォン・リュトヴィッツ将軍は、フリードリヒ・エーベルト大統領に対してヴァイマル制憲会議の解散とラインハルトの解任を要求していた。
カップ一揆の際ゼークトは「軍は軍を撃たない」と発言して、ノスケ国防相による反乱軍鎮圧命令を拒絶したといわれるが、ラインハルトは「暴力には暴力で対抗するしかない」というノスケの意見に賛成した唯一の軍高官だった。一揆後ノスケが辞任に追い込まれたのに伴い、ラインハルトも統帥部長を辞任した。後任はゼークトであった。辞任後は中将に昇進して1920年から1924年まで第V軍管区司令官（第5師団長）、およびヴュルテンベルク地区司令官を務めた。1923年には左派が支配するザクセン州に対する政府の鎮圧部隊指揮を命じられた。1925年に歩兵大将に昇進し、1927年まで第2集団司令官を務めた。
退役後は第13（ヴュルテンベルク）歩兵連隊名誉連隊長となり、参謀本部の将校に大学に通学させ、軍事以外にも視野を広げさせるという活動を指導した。ベルリンで死去した。
バーデン＝ヴュルテンベルク州エルヴァンゲンにあるドイツ連邦軍兵舎には、ラインハルトの名が冠されている。